# أليسيا باريلا
أليسيا باريلا (بالإيطالية: Alessia Barela)‏ هي ممثلة إيطالية، ولدت في 13 يونيو 1974 في إيطاليا.

## وصلات خارجية
- أليسيا باريلا على موقع IMDb (الإنجليزية)
- أليسيا باريلا على موقع ألو سيني (الفرنسية)
- أليسيا باريلا على موقع أول موفي (الإنجليزية)
- أليسيا باريلا على موقع قاعدة بيانات الفيلم (الإنجليزية)
- أليسيا باريلا على موقع كينوبويسك (الروسية)